# فرودگاه اوریلاندیا دو نورت
فرودگاه اوریلاندیا دو نورت (به انگلیسی: Ourilândia do Norte Airport) (به زبان بومی: Aeroporto de Ourilândia do Norte) یک فرودگاه همگانی مسافربری با کد یاتا OIA است که یک باند فرود آسفالت دارد و طول باند آن ۱۲۰۰ متر است. این فرودگاه در کشور برزیل قرار دارد و در ارتفاع ۲۲۹ متری از سطح دریا واقع شده است.